# Tour de France 1969
Il Tour de France 1969, cinquantaseiesima edizione della Grande Boucle, si svolse in ventidue tappe precedute da un prologo iniziale, tra il 28 giugno e il 20 luglio 1969, per un percorso totale di 4 110 km.
Fu vinto per la prima volta dal passista, scalatore e finisseur belga Eddy Merckx (al primo podio, e da vincente, ottenuto all'esordio nella corsa a tappe francese, che in futuro vincerà altre quattro volte).
Merckx fu il nono belga ad imporsi nel Tour de France, esattamente trenta anni dopo l'ultima affermazione di un suo connazionale, Sylvère Maes. L'edizione del 1969 fu la tredicesima edizione della Grande Boucle vinta da un corridore belga.
Il campione fiammingo terminò le proprie fatiche sulle strade francesi con il tempo di 116h16'02". 
Alla seconda posizione della classifica generale si piazzò il passista francese Roger Pingeon (al secondo ed ultimo podio della carriera al Tour, dopo la vittoria nel 1967). 
Il passista-cronoman, scalatore e finisseur francese Raymond Poulidor concluse al terzo posto della classifica generale (per lui fu la quinta volta al podio nella Grande Boucle, dopo due secondi e altri due terzi posti).
Merckx era reduce dalla squalifica per doping al Giro d'Italia 1969 (su tale vicenda si è sempre professato innocente; al Giro aveva già trionfato nel 1968), e al Tour dominò in qualsiasi classifica, non solo in quella generale ma anche in tutte le graduatorie accessorie (Gran Premi della Montagna, Classifica a Punti, Combattività, Classifica a Squadre e, se ci fosse stata, anche la Classifica dei Giovani), da qui l'appellativo che lo avrebbe accompagnato per il resto della carriera: "il Cannibale". Il primato in tutte le classifiche nell'ambito di una singola edizione del Tour non è poi mai stato eguagliato.

## Tappe
| Tappa  | Data      | Percorso                                     | km    | Vincitore di tappa  | Leader cl. generale |
| ------ | --------- | -------------------------------------------- | ----- | ------------------- | ------------------- |
| Prol.  | 28 giugno | Roubaix (cron. individuale)                  | 10,4  | Rudi Altig          | Rudi Altig          |
| 1ª-1ª  | 29 giugno | Roubaix > Woluwe-Saint-Pierre (BEL)          | 147   | Marino Basso        | Rudi Altig          |
| 1ª-2ª  | 29 giugno | Woluwe-Saint-Pierre (BEL) (cron. a squadre)  | 15,6  | Faema               | Eddy Merckx         |
| 2ª     | 30 giugno | Woluwe-Saint-Pierre (BEL) > Maastricht (NLD) | 181,5 | Julien Stevens      | Julien Stevens      |
| 3ª     | 1º luglio | Maastricht (NLD) > Charleville-Mézières      | 213,5 | Eric Leman          | Julien Stevens      |
| 4ª     | 2 luglio  | Charleville-Mézières > Nancy                 | 214   | Rik van Looy        | Julien Stevens      |
| 5ª     | 3 luglio  | Nancy > Mulhouse                             | 193,5 | Joaquim Agostinho   | Désiré Letort       |
| 6ª     | 4 luglio  | Mulhouse > Ballon d'Alsace                   | 133,5 | Eddy Merckx         | Eddy Merckx         |
| 7ª     | 5 luglio  | Belfort > Divonne-les-Bains                  | 241   | Mariano Díaz        | Eddy Merckx         |
| 8ª-1ª  | 6 luglio  | Divonne-les-Bains (cron. individuale)        | 8,8   | Eddy Merckx         | Eddy Merckx         |
| 8ª-2ª  | 6 luglio  | Divonne-les-Bains > Thonon-les-Bains         | 136,5 | Michele Dancelli    | Eddy Merckx         |
| 9ª     | 7 luglio  | Thonon-les-Bains > Chamonix                  | 111   | Roger Pingeon       | Eddy Merckx         |
| 10ª    | 8 luglio  | Chamonix > Briançon                          | 220,5 | Herman Van Springel | Eddy Merckx         |
| 11ª    | 9 luglio  | Briançon > Digne-les-Bains                   | 198   | Eddy Merckx         | Eddy Merckx         |
| 12ª    | 10 luglio | Digne-les-Bains > Aubagne                    | 161,5 | Felice Gimondi      | Eddy Merckx         |
| 13ª    | 11 luglio | Aubagne > La Grande-Motte                    | 195,5 | Guido Reybrouck     | Eddy Merckx         |
| 14ª    | 12 luglio | La Grande-Motte > Revel                      | 234,5 | Joaquim Agostinho   | Eddy Merckx         |
| 15ª    | 13 luglio | Revel (cron. individuale)                    | 18,5  | Eddy Merckx         | Eddy Merckx         |
| 16ª    | 14 luglio | Revel/Castelnaudary > Luchon                 | 199   | Raymond Delisle     | Eddy Merckx         |
| 17ª    | 15 luglio | Luchon > Mourenx/Ville Nouvelle              | 214,5 | Eddy Merckx         | Eddy Merckx         |
| 18ª    | 16 luglio | Mourenx > Bordeaux                           | 201   | Barry Hoban         | Eddy Merckx         |
| 19ª    | 17 luglio | Bordeaux > Brive-la-Gaillarde                | 192,5 | Barry Hoban         | Eddy Merckx         |
| 20ª    | 18 luglio | Brive-la-Gaillarde > Puy de Dôme             | 198   | Pierre Matignon     | Eddy Merckx         |
| 21ª    | 19 luglio | Clermont-Ferrand > Montargis                 | 329,5 | Herman Van Springel | Eddy Merckx         |
| 22ª-1ª | 20 luglio | Montargis > Créteil                          | 111,5 | Joseph Spruyt       | Eddy Merckx         |
| 22ª-2ª | 20 luglio | Créteil > Parigi (cron. individuale)         | 36,8  | Eddy Merckx         | Eddy Merckx         |
| Totale | Totale    | Totale                                       | 4 110 |                     |                     |

## Squadre partecipanti
| N.    | Cod. | Squadra                   |
| ----- | ---- | ------------------------- |
| 1-10  | BIC  | Bic                       |
| 11-20 | MAN  | Mann-Grundig              |
| 21-30 | PEU  | Peugeot-BP-Michelin       |
| 31-40 | KAS  | KAS-Kaskol                |
| 41-50 | FLA  | Flandria-De Clerck-Krüger |
| 51-60 | FAE  | Faema                     |
| 61-70 | SON  | Sonolor-Lejeune-Wolber    |

| N.      | Cod. | Squadra                          |
| ------- | ---- | -------------------------------- |
| 71-80   | MER  | Mercier-BP-Hutchinson            |
| 81-90   | FRI  | Frimatic-De Gribaldy-Viva-Wolber |
| 91-100  | WIL  | Willem II-Gazelle                |
| 101-110 | FAG  | Fagor                            |
| 111-120 | MOL  | Molteni                          |
| 121-130 | SAL  | Salvarani                        |

## Resoconto degli eventi
Al Tour de France 1969 parteciparono 130 corridori, dei quali 86 giunsero a Parigi.  Dei corridori partecipanti 37 erano francesi, 36 belgi, 21 spagnoli, 18 italiani, 10 olandesi, 3 britannici, 2 tedeschi, 2 lussemburghesi e 1 portoghese.
Dopo le due edizioni 1967 e 1968, in cui i ciclisti erano suddivisi per rappresentative nazionali, le squadre tornarono definitivamente a essere sponsorizzate da marche. Delle squadre partecipanti 5 erano francesi, 3 belghe, 2 italiane, 2 spagnole e 1 olandese. 
Merckx, già vincitore del Giro d'Italia 1968 e alla prima partecipazione alla Grande Boucle, fu anche il corridore che vinse il maggior numero di frazioni in questa edizione del Tour (sei) e prevalse sui due francesi Roger Pingeon e Raymond Poulidor, precedendoli in classifica generale rispettivamente di 17'54" e 22'13". Celebre il tappone pirenaico da Luchon a Mourenx in cui il belga guadagnò quasi otto minuti su Pingeon e Poulidor e quasi 15 su Felice Gimondi dopo 140 chilometri di fuga solitaria.
Su un totale di ventisei frazioni (considerando come unità anche il cronoprologo e le semitappe), Merckx fu in maglia gialla al termine di venti frazioni. Conquistò la leadership al termine della terza prova (la cronometro a squadre vinta dalla sua Faema), per perderla in quella successiva. Si riappropriò della maglia gialla al termine dell'ottava frazione, mantenendola fino al traguardo di Parigi.
Il Tour 1969 viene ricordato anche come l'unica edizione in cui un solo ciclista, Merckx, fu in grado di fare sue, oltre alla maglia gialla, anche la maglia verde della classifica a punti, la maglia bianca della classifica combinata, la classifica scalatori e il premio per la combattività. La Faema, la squadra per cui correva, vinse inoltre il titolo a squadre; infine, se fosse esistita la classifica dei giovani, riservata ai ciclisti di età inferiore ai 25 anni, il "Cannibale", ventiquattrenne, si sarebbe aggiudicato anche quella.
Poco dopo la conclusione del Tour 1969, esattamente il 9 settembre di quell'anno, Merckx rischiò di compromettere seriamente la propria carriera, vittima di un incidente durante una prova dietro derny nel velodromo di Blois. Nella caduta, che coinvolse anche la moto che lo guidava – e che risultò fatale per il pilota in sella, l'allenatore Fernand Wambst – Merckx si procurò una profonda ferita alla testa, rimanendo a terra privo di sensi. Si riprese, seppur a fatica, in poche settimane, ma gli venne dagnosticato uno spostamento al bacino e una contusione vertebrale, che gli causeranno, nel prosieguo di carriera, un lieve problema di posizionamento in sella e dolori alla schiena (dirà Merckx a tal proposito che prima della caduta pedalare in salita era per lui un piacere, mentre dopo, un continuo dolore).

## Classifiche finali

### Classifica generale - Maglia gialla
| Pos. | Corridore           | Squadra    | Tempo      |
| ---- | ------------------- | ---------- | ---------- |
| 1    | Eddy Merckx         | Faema      | 116h16'02" |
| 2    | Roger Pingeon       | Peugeot    | a 17'54"   |
| 3    | Raymond Poulidor    | Mercier    | a 22'13"   |
| 4    | Felice Gimondi      | Salvarani  | a 29'24"   |
| 5    | Andrés Gandarias    | KAS-Kaskol | a 33'04"   |
| 6    | Marinus Wagtmans    | Willem II  | a 33'57"   |
| 7    | Pierfranco Vianelli | Molteni    | a 42'40"   |
| 8    | Joaquim Agostinho   | Frimatic   | a 51'24"   |
| 9    | Désiré Letort       | Peugeot    | a 51'41"   |
| 10   | Jan Janssen         | Bic        | a 52'56"   |

### Classifica a punti - Maglia verde
| Pos. | Corridore        | Squadra   | Punti |
| ---- | ---------------- | --------- | ----- |
| 1    | Eddy Merckx      | Faema     | 244   |
| 2    | Jan Janssen      | Bic       | 149   |
| 3    | Marinus Wagtmans | Willem II | 136   |
| 4    | Roger Pingeon    | Peugeot   | 131   |
| 5    | Felice Gimondi   | Salvarani | 108   |

### Classifica scalatori
| Pos. | Corridore        | Squadra    | Punti |
| ---- | ---------------- | ---------- | ----- |
| 1    | Eddy Merckx      | Faema      | 155   |
| 2    | Roger Pingeon    | Peugeot    | 94    |
| 3    | Joaquim Galera   | Fagor      | 80    |
| 4    | Paul Gutty       | Frimatic   | 68    |
| 5    | Andrés Gandarias | KAS-Kaskol | 54    |

### Classifica combinata - Maglia bianca
| Pos. | Corridore        | Squadra    | Punti |
| ---- | ---------------- | ---------- | ----- |
| 1    | Eddy Merckx      | Faema      | 3     |
| 2    | Roger Pingeon    | Peugeot    | 8     |
| 3    | Felice Gimondi   | Salvarani  | 15    |
| 4    | Raymond Poulidor | Mercier    | 18    |
| 5    | Andrés Gandarias | KAS-Kaskol | 19    |

### Classifica a squadre
| Pos. | Squadra                          | Tempo |
| ---- | -------------------------------- | ----- |
| 1    | Faema                            |       |
| 2    | Peugeot-BP-Michelin              |       |
| 3    | KAS-Kaskol                       |       |
| 4    | Fagor                            |       |
| 5    | Frimatic-De Gribaldy-Viva-Wolber |       |